# 萬谷康平
萬谷 康平（まんたに こうへい、1987年8月28日 - ）は、大阪府大阪市東成区出身の元プロ野球選手（投手）。報道などで、苗字を万谷と表記する場合もある。

## 経歴

### プロ入り前
実父はかつて、高校の硬式野球部で監督を経験。平田良介とは、実家が道を挟んで2軒隣にあるという間柄で、小学校1年生から中学校1年生まで同じ少年野球チームに所属していた。
阪南大学高等学校から阪南大学に進学したが、高校・大学を通じて全国大会への出場経験がないまま、大学卒業後の2010年にシティライト岡山へ入部。しかし、登板機会に恵まれずに、1年限りで退部した。
2011年から、クラブチームのミキハウスREDSに入部。2012年の都市対抗予選で、企業チーム・ニチダイ相手に好投し注目を集めた。この年ミキハウスREDSは京都・奈良・滋賀予選で姿を消したが、萬谷は予選での好投が評価され、近畿第3代表となった日本生命の補強選手に選ばれた。そして本戦ではチーム3試合目の準々決勝（対NTT東日本戦）で先発マウンドに立った（4回途中降板、自責点1）。
2013年、千葉ロッテマリーンズを退団してミキハウスREDSに加入した山田秋親と2枚看板を形成した。山田からアドバイスを受けてスライダーの投げ方が定まったという。都市対抗予選では2次予選で三菱重工神戸、パナソニックといった全国大会優勝経験のある強豪相手に好投を続け、チームは敗退したものの萬谷は大阪ガスの補強選手に選ばれた。本戦では1回戦（対東芝戦）で5番手として登板したもののサヨナラ安打を打たれている。初出場を決めていた第38回全日本クラブ野球選手権大会ではWエースの一角として活躍、準優勝に大きく貢献した。
2013年のNPB育成ドラフト会議で、横浜DeNAベイスターズから2巡目で指名。育成選手として入団した。ミキハウスREDSの選手がドラフト会議での指名を経てNPBの球団へ入った事例は初めてで、入団時の背番号は「112」。

### DeNA時代
2014年には、4月27日に育成契約から支配下選手契約へ移行するとともに、背番号を「62」へ変更した。5月1日に初めての出場選手登録を果たしたが、救援投手として一軍公式戦2試合に登板しただけで、同月6日に登録を抹消。6月22日の対埼玉西武ライオンズ戦（横浜スタジアム）に3番手投手として登板したところ、一軍での初勝利を挙げた。育成ドラフト会議での指名を経てNPBの球団へ入ってから、入団1年目に支配下登録選手として一軍公式戦で勝利を記録した投手は、宮川将（東北楽天ゴールデンイーグルス）以来史上2人目。セントラル・リーグでは初めてであった。一軍公式戦全体では、26試合に登板。1勝1敗4ホールド、防御率3.58という成績を残した。シーズン終了後には、大学生時代から交際していた小学校教諭の女性と結婚している。
2015年には、7月5日にシーズン初の出場選手登録。しかし、一軍公式戦4試合に救援で登板しただけでシーズンを終えた。イースタン・リーグ公式戦で10試合に登板。1勝2敗、防御率1.63を記録した。
2016年には、故障の影響で、一・二軍とも公式戦への登板機会がなかった。10月2日に球団から戦力外通告を受けた。12月2日付で、NPBから自由契約選手として公示。

### DeNA退団後
妻と共に地元の大阪へ戻ったことから、古巣のミキハウスベースボールクラブから復帰のオファーを受けたが、自身や家族の意向で現役引退を決意。
2017年2月1日付で、保険代理店・イコールワンの営業職に転じた。同社には同じ年に戦力外通告を受けたチームメイト・山下峻が入社していた。この間には、『結婚したら人生劇変!○○の妻たち』（TBSテレビ）のスタッフが、夫婦への密着取材を敢行。同月6日放送分の同番組で、その模様が紹介された。
その後、2018年夏に設立した商品・サービス販売及び人材紹介事業を担う株式会社coconieに転職し、取締役に就任している。
また、大阪を拠点とする軟式野球の社会人チーム「エースファクトリーベースボールクラブ」に所属し、2022年に中日を退団した、幼馴染の平田と共にプレーをしている。また、ポジションも一塁等を守る様になっている事が同部のYouTubeチャンネルで明かされている。

## 選手としての特徴
ストレートの球速は最速149km/h。得意な変化球はスライダーとカーブ、フォークボール。

## 詳細情報

### 年度別投手成績
| 年 度     | 球 団     | 登 板 | 先 発 | 完 投 | 完 封 | 無 四 球 | 勝 利 | 敗 戦 | セ 丨 ブ | ホ 丨 ル ド | 勝 率 | 打 者 | 投 球 回 | 被 安 打 | 被 本 塁 打 | 与 四 球 | 敬 遠 | 与 死 球 | 奪 三 振 | 暴 投 | ボ 丨 ク | 失 点 | 自 責 点 | 防 御 率 | W H I P |
| --------- | --------- | ----- | ----- | ----- | ----- | -------- | ----- | ----- | -------- | ----------- | ----- | ----- | -------- | -------- | ----------- | -------- | ----- | -------- | -------- | ----- | -------- | ----- | -------- | -------- | ------- |
| 2014      | DeNA      | 26    | 0     | 0     | 0     | 0        | 1     | 1     | 0        | 4           | .500  | 117   | 27.2     | 23       | 3           | 11       | 0     | 0        | 23       | 3     | 0        | 12    | 11       | 3.58     | 1.23    |
| 2015      | DeNA      | 4     | 0     | 0     | 0     | 0        | 1     | 0     | 0        | 0           | 1.000 | 26    | 6.0      | 6        | 0           | 2        | 0     | 0        | 4        | 0     | 0        | 2     | 1        | 1.50     | 1.33    |
| 通算：2年 | 通算：2年 | 30    | 0     | 0     | 0     | 0        | 2     | 1     | 0        | 4           | .667  | 143   | 33.2     | 29       | 3           | 13       | 0     | 0        | 27       | 3     | 0        | 14    | 12       | 3.21     | 1.25    |

### 記録
- 初登板：2014年5月4日、対広島東洋カープ8回戦（MAZDA Zoom-Zoom スタジアム広島）、6回裏に3番手で救援登板、1回無失点
- 初奪三振：同上、6回裏に木村昇吾から空振り三振
- 初勝利：2014年6月22日、対埼玉西武ライオンズ4回戦（横浜スタジアム）、7回表に3番手で救援登板、1回無失点
- 初ホールド：2014年7月9日、対読売ジャイアンツ8回戦（那覇市営奥武山野球場）、8回表に3番手で救援登板、1回無失点

### 背番号
- 112 （2014年 - 同年4月26日）
- 62 （2014年4月27日 - 2016年）

### 登場曲
- ボブ・サンクラー『tik tok』（2014年）
- ハヴァナ・ブラウン 『We Run The Night』（2015年）
- EXILE『24karats GOLD SOUL』（2016年）